# ركان الصفدي
ركان الصفدي هو شاعر وباحث سوري، ولد بقرية الغارية بمحافظة السويداء السورية عام 1962، عمل في حقلي التدريس والصحافة في سورية والكويت، وحصل على شهادة الدكتوراه في الأدب العباسي عام 2007، نشر في الصحف والمجلات العربية.
من أعماله: صراخ الهاوية (شعر_ الجائزة الأولى في مسابقة د. سعاد الصباح 1988)،ذات وطن (شعر)،النافذة (شعر للأطفال)، أحلام أنمار (شعر للأطفال)، التطور والتجديد في شعر ابن الرومي ، الفن القصصي في النثر العباسي.